# Saint-Eustache (Paris)
Saint-Eustache kirken, Paris (fransk: L’église Saint-Eustache) er en kirke i 1. arrondissement i Paris. Den nuværende bygning blev bygget mellem 1532 og 1632. 
Saint-Eustache ligger i nærheden af Paris' middelalderlige markedsplads (Les Halles) og Rue Montorgueil, og illustrerer en blanding af flere arkitektoniske stilarter: dens facade er i gotisk stil, mens interiøret er i renæssancens og de klassiske stilarter.

## Historie
Beliggende i Les Halles, et område i Paris, der engang var hjemsted for landets største fødevaremarked, er oprindelsen af Saint Eustache dateret tilbage til 1200-tallet.
Et beskedent kapel blev bygget i 1213, dedikeret til Sainte-Agnès, en romersk martyr. Det lille kapel blev finansieret af Jean Alais, en købmand hos Les Halles, der indsamlede en skat på salg af fiskekurve som tilbagebetaling af et lån til kong Philippe-Auguste. Kirken blev sognekirken i Les Halles-området i 1223 og blev omdøbt til Saint-Eustache i 1303. Navnet på kirken refererer til Saint Eustace, en romersk general fra det andet århundrede e.Kr., der blev brændt sammen med sin familie for at omvende til kristendommen. Kirken blev omdøbt til Saint Eustache efter at have modtaget relikvier relateret til den romerske martyr som donationer fra Saint Denis-klosteret.